# Villanueva de San Carlos (kommun)
Villanueva de San Carlos är en kommun i Spanien.   Den ligger i provinsen Provincia de Ciudad Real och regionen Kastilien-La Mancha, i den centrala delen av landet, 200 km söder om huvudstaden Madrid. Antalet invånare är 356.